# Majestas
Majestas va ser un delicte romà equiparat a l'alta traïció. Inicialment aquest delicte es va anomenar Perduellio, que s'aplicava al que s'aixecava en armes contra l'estat. El perduellio era considerat un crim religiós, i el culpable, amb la seva mort propiciava al déu ofès. Moria per flagel·lació i després se'l penjava
El terme perduellio encara s'usava en temps de Justinià I, però el seu sentit era el de majestas. Ulpià defineix el crim de majestas com a crimen illud quod adversus Populum Romanum vel adversus securitatem ejur committitur ('crim contra el poble romà i la seva seguretat'). Alguns dels delictes considerats dins el camp de la majestas no eren estrictament traïció o alta traïció (per exemple ajudar a matar o a planificar la mort d'un magistrat). El nom majestas se li donava perquè era una cosa gran, diu Ciceró. El poble romà era en realitat el poder sobirà de l'estat romà.
Ja apareix a les Lleis de les dotze taules on s'establia pel delicte la pena de mort i es considerava culpable al que ajudava a l'enemic o entregava ciutadans romans a l'enemic. Amb el temps l'abast del delicte es va estendre a tots els actes contraris a l'estat i es van publicar diverses lleis. La primera llei coneguda va ser la lex Appuleia de majestatis, aprovada durant el cinquè consolat de Gai Mari. Una Cornelia de majestatis va ser aprovada per Luci Corneli Sul·la, que l'ampliava als magistrats provincials. En temps d'August es va aprovar una lex Julia de majestatis, que castigava qualsevol atac a la "majestat" del poble romà.
Amb el nom de Majestas es poden considerar dos tipus de crims.
1. Els atacs contra la seguretat pública. En especial quan l'acusat aplegava armes per anar contra l'Estat, quan es confabulava amb els enemics públics de diverses maneres, en una sedició dirigida contra l'estat, incitant a un motí, fent la guerra o aixecant tropes sense autoritat per poder-ho fer, o també si matava a un magistrat romà. També es considerava majestas la negativa d'un governador a abandonar la seva província després d'haver estat substituït, i alguns actes il·lícits dels funcionaris, com ara la falsificació de documents públics.
2. Sota l'Imperi el poble o l'estat romà va ser substituït per l'emperador i per això sovint el delicte és esmentat com majestas augusta, majestas imperatoria o majestas regia. Tiberi va establir que eren culpables de majestas els que diguessin mal de l'emperador o escriguessin coses contra ell. També era traïció fer alguna cosa que es pogués considerar ofensiva contra les estàtues de l'emperador, i també s'acusava de majestas a qui no complia un jurament fet en nom de l'emperador. Encara que la tortura només s'aplicava als esclaus, si algun home lliure era acusat de majestas podia ser torturat. El crim de majestas va ser castigat de forma creixent sota l'Imperi. Inicialment hi havia hagut la interdicció del foc i l'aigua a l'acusat, però en temps de Caracal·la els acusats plebeus eren llançats a les feres o eren cremades vives. Se li confiscaven tots els béns i se'ls condemnava a la damnatio memoriae.[1]